# مهدی جاوید
مهدی جاوید (زادهٔ ۱۳ اردیبهشت ۱۳۶۶ در مشهد) بازیکن و عضوِ تیم ملی فوتسال ایران است. او در حال حاضر بازیکن تیم فوتسال مس سونگون ورزقان می‌باشد.

## دوران بازیگری
مهدی جاوید، ابتدا فوتبال را به عنوان ورزش حرفه‌ای انتخاب کرد؛ و بعد از چند سال بازی فوتبال در سنین جوانی، در سال ۱۳۸۵ به فوتسال روی آورد و به تیم فوتسال «علم و ادب» در شهر مشهد پیوست.
وی از همان ابتدا به عنوان یک بازیکن فوتسال خوش درخشید و پس از مدتی به خدمت سربازی رفت. بازگشت دوباره جاوید به لیگ برتر همراه با درخشش فوق‌العاده وی در تیم علم و ادب در کنار دعوت شدن به تیم ملی فوتسال، یک بازگشت درخشان بود. وی پس از سه فصل بازی موفق در تیم علم و ادب، هرسال به‌عنوان یکی از گل زنان برتر لیگ شناخته می‌شد و پس از این دوره به تیم فولاد ماهان شهر اصفهان پیوست و همراه این تیم روزهای خوبی را سپری کرد.
جاوید پس از منحل شدن تیم فولاد ماهان به تیم شهید منصوری قرچک پیوست و برای این تیم در فصل گذشته ۲۰ گل به ثمر رساند و ۲۰ پاس گل داد و در همین راستا به عنوان بهترین بازیکن لیگ گذشته لقب گرفت؛ وی برای فصل جاری لیگ برتر به تیم فوتسال گیتی پسند پیوست و همراه این تیم نایب قهرمان آسیا شد.
جاوید تا کنون ۵۴ بازی برای تیم ملی کشورمان به میدان رفته‌است و اولین بازی ملی وی در برابر اسلوونی بود.

## محرومیت ۴ ماهه
مهدی جاوید در شرایطی‌که تحت قرارداد باشگاه مس سونگون ورزقان بود، با باشگاه کراپ الوند قرارداد همکاری امضا کرد و همین مسئله باعث شد تا با پیگیری‌های حقوقی انجام شده و با حکم کمیته تعیین‌وضعیت، جاوید ۴ ماه از حضور در میادین محروم شود.

## افتخارات

### ملی
- جام جهانی فوتسال
  - مقام سوم (۱): ۲۰۱۶
- قهرمانی فوتسال آسیا
  - قهرمان (۱): ۲۰۱۶، ۲۰۱۸
- بازی‌های آسیایی داخل سالن و هنرهای رزمی
  - قهرمانی (۲): ۲۰۰۹، ۲۰۱۳، ۲۰۱۷
- جام جهانی کوچک فوتسال
  - نایب قهرمان (۱): ۲۰۱۵
- مسابقات قهرمانی غرب آسیا
  - قهرمانی (۱): ۲۰۱۲

### باشگاهی
- لیگ قهرمانان فوتسال آسیا
  - نایب قهرمانی (۱): ۲۰۱۳ (گیتی‌پسند)
- لیگ برتر فوتسال ایران
  - قهرمانی (۱): ۲۰۱۶/۱۷ (گیتی‌پسند)
  - نایب قهرمانی (۳): ۲۰۱۳/۱۴ (گیتی‌پسند) - ۲۰۱۴/۱۵ (گیتی‌پسند) - ۲۰۱۷/۱۸ (تأسیسات دریایی) - ۲۰۱۸/۱۹ (گیتی‌پسند)

#### فردی
- بهترین بازیکن
- لیگ برتر فوتسال ایران:۲بار
- لیگ قهرمانان فوتسال آسیا:۱بار (۲۰۱۸)
- آقای گل
- بازی‌های آسیایی داخل سالن:۲بار (۲۰۰۹ با ۱۱گل) (۲۰۱۷ با ۱۵گل)
- لیگ برتر فوتسال ایران:۲بار
- لیگ قهرمانان فوتسال آسیا:۱بار (۲۰۱۸ با تیم بانک بیروت با ۱۲گل)